# Подарунок на мільярд доларів і взаємодопомога

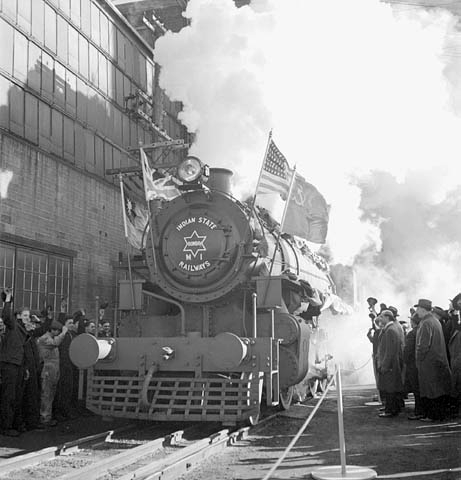
Перший із 145 локомотивів X-Dominion 2-8-2, виготовлених на заводі в Монреалі, для відправлення до Індії.

Подарунок на мільярд доларів і взаємодопомога — фінансові стимули, запровадженими канадським міністром Кларенсом Декейтером Гавом під час Другої світової війни.

## Передумови
Через витрати на військову техніку Британії не вистачало золотих запасів і доларів США для оплати наявних і майбутніх замовлень канадської промисловості. У той же час, після розширення, канадська промисловість залежала від британських контрактів і до війни мала позитивне сальдо торгівлі з Сполученим Королівством, але зі встановленням ленд-лізу Велика Британія розмістила майбутні замовлення у США. Подарунок на мільярд доларів був наданий у січні 1942 року разом із безпроцентною позикою на суму 700 мільйонів канадських доларів, що, як очікується, триватиме трохи більше року. Так тривало лише до кінця 1942 року. У травні 1943 року він був замінений «Законом про війну (взаємодопомога ООН) 1943 року», який передбачав допомогу Великобританії та іншим союзникам і тривав до кінця війни. Масштаб цих внесків зробив їх одним із найбільших внесків Канади у військові зусилля. Загальна сума двох грантів перевищує 3 мільярди канадських доларів.
Більше того, подарунок на мільярд доларів викликав сильну непопулярну реакцію серед канадців, що було продемонстровано, зокрема, у Квебеку. Швидкість, з якою були використані гроші, була ключовою причиною створення цього непопулярного погляду, а також відсутність фінансування, яке надавалося іншим країнам Співдружності. Наслідки «Подарунку» спонукали Канаду до фінансування в майбутньому допомогти союзникам з альтернативним підходом; той, який зосереджений на позичці матеріальних благ замість грошей. Подальший наслідок призвів до зміни плану авіаційної підготовки Британської Співдружності, і це дало змогу Сполученому Королівству, Канаді, Австралії та Новій Зеландії отримати ще одну канадську позику в розмірі трохи більше 1 мільярда доларів.
Крім того, Канада надала матеріальні засоби та послуги, зокрема продукти харчування, боєприпаси та сировину, а також такі речі, як корвети, кораблі Park, та радари  з яких більшість дісталася Співдружності націй; деякі, наприклад, радари, також відправилися в США. У 1943 році Канада мала четверте місце за промисловим виробництвом серед союзників, очолюваних Сполученими Штатами, Радянським Союзом і Сполученим Королівством.
Канада також надала Сполученому Королівство 1,2 мільярда доларів на довгостроковій основі відразу після війни; ці позики були повністю погашені наприкінці 2006 року.

## Подальше читання
- Брайс. Роберт Б. і Белламі, Метью Дж. Канада і вартість Другої світової війни: міжнародні операції Міністерства фінансів Канади, 1939-1947 . McGill-Queen's Press, 2005. Розділ 7
- Гранатштейн, Дж. Л. Канадська війна: політика уряду Маккензі Кінга, 1939-1945 (1990) стор. 311–16
- Маккензі, Гектор. «Трансатлантична щедрість: «Подарунок на мільярд доларів» Канади Сполученому Королівству під час Другої світової війни». Огляд міжнародної історії 34.2 (2012): 293-314. онлайн
- Маккензі, Гектор. «Синули війни та миру: політика економічної допомоги Британії, 1939-1945», Міжнародний журнал (1999) 54 № 4 с. 648–670 в JSTOR
- Маккензі, Гектор М. «Шлях до спокуси: переговори про позику Канади на реконструкцію Британії в 1946 році», Historical Papers (1982), стор. 196–220 онлайн